# Sneads Ferry
Sneads Ferry est une census-designated place située dans le comté d'Onslow, dans l’État de Caroline du Nord, aux États-Unis. Lors du recensement de 2020, elle comptait 2 548 habitants.